# 재외 아프리카인
재외 아프리카인(African diaspora)은 아프리카 밖에 사는 아프리카인(흑인)이다.

재외 아프리카인 (2021)

브라질의 브라질 흑인과 미국의 아프리카계 미국인이 많으며 아이티의 아이티인들은 대부분이 아프리카계이다.